# Gerhard Bohne
Bernhard Johannes Gerhard Bohne (* 1. Juli 1902 in Braunschweig; † 8. Juli 1981 in Elmshorn) war in der Zeit des Nationalsozialismus SS-Hauptsturmführer, Leiter der Berufsgruppe Rechtsanwälte im Bund Nationalsozialistischer Deutscher Juristen und als Leiter der Büroabteilung juristischer Organisator der mit der Durchführung der nationalsozialistischen Euthanasie-Morde  beauftragten Zentraldienststelle T4.

## Leben

### Berufsausbildung und politische Betätigung
Bohnes Vater war Reichsbahnbeamter. Nach dem Besuch des Schiller-Gymnasiums in Köln legte er am 12. Januar 1921 die Reifeprüfung ab. Im April 1921 nahm Bohne ein Studium der Rechtswissenschaft auf, am 11. November 1924 bestand er das Referendarsexamen mit „ausreichend“. Als Gerichtsreferendar arbeitete er am Amtsgericht Köln, am Berliner Kammergericht sowie bei einem Rechtsanwalt in derselben Stadt. Am 21. Dezember 1928 promovierte er zum Doktor der Rechte; am 8. Januar 1930 legte er das Große Staatsexamen ab. Ab dem 28. März 1930 war er als Rechtsanwalt beim Amts- und Landgericht Berlin zugelassen.
Noch in seiner Schulzeit trat Bohne am 27. April 1920 dem Deutschvölkischen Schutz- und Trutzbund bei. Am 5. Februar 1921 wurde ihm das Ehrenzeichen des Trutzbundes verliehen. Als Student war Bohne Mitglied des „Volksbundes der schaffenden Stände“. Zum 1. August 1930 trat Bohne gleichzeitig der NSDAP (Mitgliedsnummer 289.268) und der SA bei. Als Rechtsanwalt verteidigte Bohne angeklagte SA-Mitglieder vor Gericht. Dabei berichtete er mehrfach dem Oberführer des SA-Gausturms Berlin-Brandenburg über das Verhalten von Richtern und Staatsanwälten. So nannte er einen Staatsanwalt „ungemein republikanisch“ und empfahl, ihn „fürs Dritte Reich vorzumerken“.

### Zeit des Nationalsozialismus
Nach der Machtübernahme der NSDAP wurde Bohne am 5. April 1933 zum Leiter der Unterabteilung I (bürgerliche Rechte und verwandte Gebiete) der rechtspolitischen Abteilung beim Gau Groß-Berlin der NSDAP bestellt. Am 27. April 1933 wurde er mit der Leitung der Berufsgruppe der Rechtsanwälte des „Bundes Nationalsozialistischer Deutscher Juristen“ betraut. Später war er als Gauredner für den NS-Rechtswahrerbund tätig.
Am 7. Juni 1933 wurde Bohne wegen fortgesetzten, vorsätzlichen Devisenvergehens zu neun Monaten Gefängnis und einer Geldstrafe von 5.000 RM verurteilt. Vor Gericht verteidigte sich Bohne, ihm seien die Devisenbestimmungen nicht bekannt gewesen, zudem sei er mit Arbeit überlastet und gesundheitlich angeschlagen gewesen. In der Berufungsverhandlung am 10. Januar 1934 wurde Bohnes Strafe reduziert. Die Geldstrafe blieb unverändert, die Gefängnisstrafe wurde erlassen. Bohnes Verteidiger hatte sich zuvor um eine Niederschlagung des Verfahrens bemüht, zu den dabei aufgebotenen Leumundszeugen gehörte auch der damalige Reichsminister für Ernährung, Richard Walther Darré.
Am 7. Februar 1935 wurde Bohne Untersuchungsrichter des „Ehrenrates des Deutschen Reichsbauernrates“. Seine SA-Mitgliedschaft beendete er am 14. Oktober 1935, am 14. Oktober 1937 trat er in die SS (Mitglieds-Nr. 274.114) ein.

### Mitorganisator der „Aktion T4“
Die von Adolf Hitler mit der Durchführung des Euthanasie-Programms, welches im Sprachgebrauch der Nachkriegszeit als „Aktion T4“ bekannt wurde, beauftragte Kanzlei des Führers sollte ebenso wenig wie das involvierte Reichsministerium des Innern selbst in Erscheinung treten. Auf Vorschlag von Herbert Linden, dem im Innenministerium für das Gesundheitswesen zuständigen Ministerialdirigenten, wurde Ende 1939 innerhalb der Zentraldienststelle T4 eine Scheinorganisation „Reichsarbeitsgemeinschaft der Heil- und Pflegeanstalten (RAG)“ geschaffen.
Der zwischenzeitlich zum SS-Obersturmführer beförderte Bohne wurde zum Leiter dieses Tarnunternehmens als Oberregierungsrat bestellt. Bohne war dabei seit September 1939 an den Vorbereitung der „Aktion T4“ beteiligt. Am 17. Oktober 1939 gehörte er zu einer Kommission, die unter der Führung von Viktor Brack das Schloss Grafeneck zur Tötungsanstalt Grafeneck umfunktionierte. Weitere Mitglieder der Kommission waren Werner Heyde, Reinhold Vorberg und Kurt Franz. Ende 1939 war Bohne zusammen mit Hans Hefelmann an Verhandlungen mit dem Oberbürgermeister von Brandenburg zur Einrichtung der dortigen Tötungsanstalt beteiligt. Im Februar 1940 nahm Bohne an einer Konferenz teil, in der weitere Ärzte wie Friedrich Mennecke als T4-Gutachter für die Krankenmorde gewonnen wurden. Vom 26. Februar bis 4. März 1940 unterstützte Bohne eine Ärztekommission, die in der Anstalt Bedburg-Hau Kranke selektierte. Bohne begleitete den Transport der zur Ermordung ausgesuchten Patienten in die Tötungsanstalt Grafeneck.
Bohne schaffte den organisatorischen Rahmen für die Erfassung der Opfer, den Transport in die Tötungsanstalten und die Beurkundung ihres Todes einschließlich der Nachlassverwaltung und sorgte für die formaljuristische Absicherung durch ein NS-Sonderstandesamt, um die hohen Todeszahlen vor den gemeindlichen Standesbeamten zu verbergen. Für den Transport der von den Gutachtern zur Tötung bestimmten Patienten, wurde ein eigenes Scheinunternehmen mit der Bezeichnung Gemeinnützige Krankentransport GmbH gegründet, für welches Bohne den Gesellschaftsvertrag fertigte und die Eintragung ins Handelsregister veranlasste. Für den Kontakt des T4-Personals nach außen wurde eine weitere Scheinfirma gegründet, die den Namen „Gemeinnützige Stiftung für Anstaltspflege“ erhielt und nur auf Briefköpfen existierte.
Bohne wurde am 1. März 1940 an das Reichsinnenministerium in die dortige Abteilung für Gesundheitswesen  berufen. Die Kommandierung zur „T4“ blieb jedoch bestehen. Zum genauen Zeitpunkt seines Ausscheidens bei der „Aktion T4“ und den Hintergründen liegen teils widersprüchliche Aussagen der Beteiligten vor. Wahrscheinlich war Bohne noch bis zur Übergabe seines Aufgabenbereichs im Juni 1940 bei der „Aktion T4“ tätig. Bohne selber erklärte in Nachkriegsaussagen, er sei ausgeschieden, da Viktor Brack nichts unternommen habe, um von ihm beklagte Missstände in der Tötungsanstalt Grafeneck abzustellen. Hans Hefelmann will hingegen die Ablösung Bohnes betrieben haben, weil dieser auch die Einbeziehung von an Demenz Erkrankter in die Krankenmorde gefordert habe.
Anfang 1942 verfasste Bohne eine Denkschrift, in der er das Personal der „Aktion T4“ der Lebensmittelschiebungen, des Missbrauchs von Kraftfahrzeugen sowie „alkoholischer und sexueller Ausschweifungen“ bezichtigte. Die Denkschrift leitete Bohne auch dem Chef des Reichssicherheitshauptamtes, Reinhard Heydrich, zu. Bohnes Vorwürfe wurden überprüft und erwiesen sich als teils übertrieben, teils falsch. Mit einem als „geheim“ gekennzeichneten Urteil vom 10. August 1943 wurde er durch die 1. Kammer des Obersten Parteigerichts der NSDAP aus der Partei ausgeschlossen. Im Dezember 1943 erfolgte die strafweise Entlassung aus der SS, begründet mit der Verletzung der Geheimhaltungspflicht. Bohne habe die Stellung des Reichsleiters Philipp Bouhler missachtet und hinter dessen Rücken in „rücksichts- und hemmungsloser Weise“ Material zusammengetragen.

### Versuche der Strafverfolgung
Seit Januar 1943 zur Wehrmacht eingezogen, erlebte Bohne das Kriegsende in Italien, wo er in amerikanische Gefangenschaft geriet. Ende 1946 entlassen, kehrte er nach Köln zurück. In Düsseldorf war er als juristischer Mitarbeiter in einem Anwaltsbüro tätig.
Bei Gründung der Bundesrepublik 1949 setzte sich Bohne über die „Rattenlinien“ nach Argentinien ab, wo er nach eigenen Angaben in einem Industriebetrieb und später selbstständig als Rechtsberater arbeitete. Er war Autor in Der Weg, dem Blatt der deutschen Nationalsozialisten in der Peron-Zeit. 1955 kehrte er wieder nach Deutschland zurück und wurde im Juli 1956 in Köln und im Dezember 1956 in Düsseldorf als Anwalt zugelassen.
Am 10. September 1959 wurde Bohne in Untersuchungshaft genommen. Am 22. Mai 1962 verklagte der Generalstaatsanwalt beim Oberlandesgericht Frankfurt am Main, Fritz Bauer, Bohne, „heimtückisch, grausam und mit Überlegung mindestens 15.000 Menschen getötet zu haben“. Sein Verteidiger war der frühere Amtsleiter für Recht bei der NSDAP-Reichsleitung und Rechtsreferent der SA, Wolfgang Zarnack. Am 15. März 1963 erhielt er aus gesundheitlichen Gründen Haftverschonung, die er im Juli 1963 dazu nutzte, sich über Dänemark und Zürich nach Buenos Aires abzusetzen und dort unter dem Falschnamen Kurt Alfred Rüdinger unterzutauchen. Am 27. Februar 1964 wurde er von der argentinischen Bundespolizei verhaftet und nach zweijährigen Versuchen, seine Auslieferung zu verhindern, am 11. November 1966 der deutschen Polizei übergeben. Trotzdem kam es nicht mehr zu einem Abschluss der Verhandlung vor dem Landgericht Limburg, da Bohne in einem Gutachten des Instituts für gerichtliche und soziale Medizin vom 22. November 1967 für nicht verhandlungsfähig erklärt wurde. Ein neues Gutachten vom Dezember 1967 attestierte zwar noch eine eingeschränkte Verhandlungsfähigkeit. Als Bohne jedoch am 158. Verhandlungstag, dem 30. September 1968, nicht vor Gericht erschien, stellte ein Sachverständiger für Bohne eine Herzinfarktgefahr bei Fortgang des Prozesses fest. Das Verfahren wurde daher am 11. Oktober 1968 vorläufig und am 22. Juli 1969 endgültig eingestellt.